# オルファ
オルファは、大阪府大阪市東成区に本社を置く、創業者が世界で初めて折る刃式のカッターナイフを発明・開発した日本の刃物会社およびそのブランド名である。

## 折る刃式カッターナイフの誕生
1956年、岡田商会の創業者・岡田良男という青年が、ガラスをガラス切りで傷をつけて割るように切断することと、昔GHQから貰った格子状に切り込まれた板チョコレートを折るのを思い出して着想し、使い込んで鈍った刃の先端の部分を折って捨て、刃の次の部分を先端として使うようにするカッターナイフを提案、特許出願をした。最初は評判が悪かったが、やがて口づてでそのことが広がり、人気を集める。
岡田商会は資金繰りが悪化し、1967年に一旦清算。良男ら4兄弟で岡田工業を設立した。この折り刃式カッターナイフは、岡田商会（岡田工業）が原点であるということでブランド名を「折る刃」を元に「OLFA」（オルファ）とした。OLHAにしなかった理由は、Hの部分を発音しない言語が存在するためである。岡田工業は1984年に正式社名をオルファに変更。刃の寸法（幅9ミリメートル・18ミリメートル）や折り筋角度（59度）などは全てデファクトスタンダードとなり、名実ともに折る刃式カッターの世界ブランドへと成長していった。

## 製品の特色
オルファの製品には、黄色を主体にした製品が多い。黒色の製品でも1ポイントに黄色を用いている。これは、カッターナイフは刃物であるため、不意に怪我などをしないよう、道具箱の中でも目立つようにするためである。オルファでは「その黄色はたまごの黄身の色に近いあたたかみのある黄色」と表現している。 
ロータリーカッターは、イギリスのテーラーメードで使われていたはさみに代わるものとして考案された。オルファの世界初発明品である。

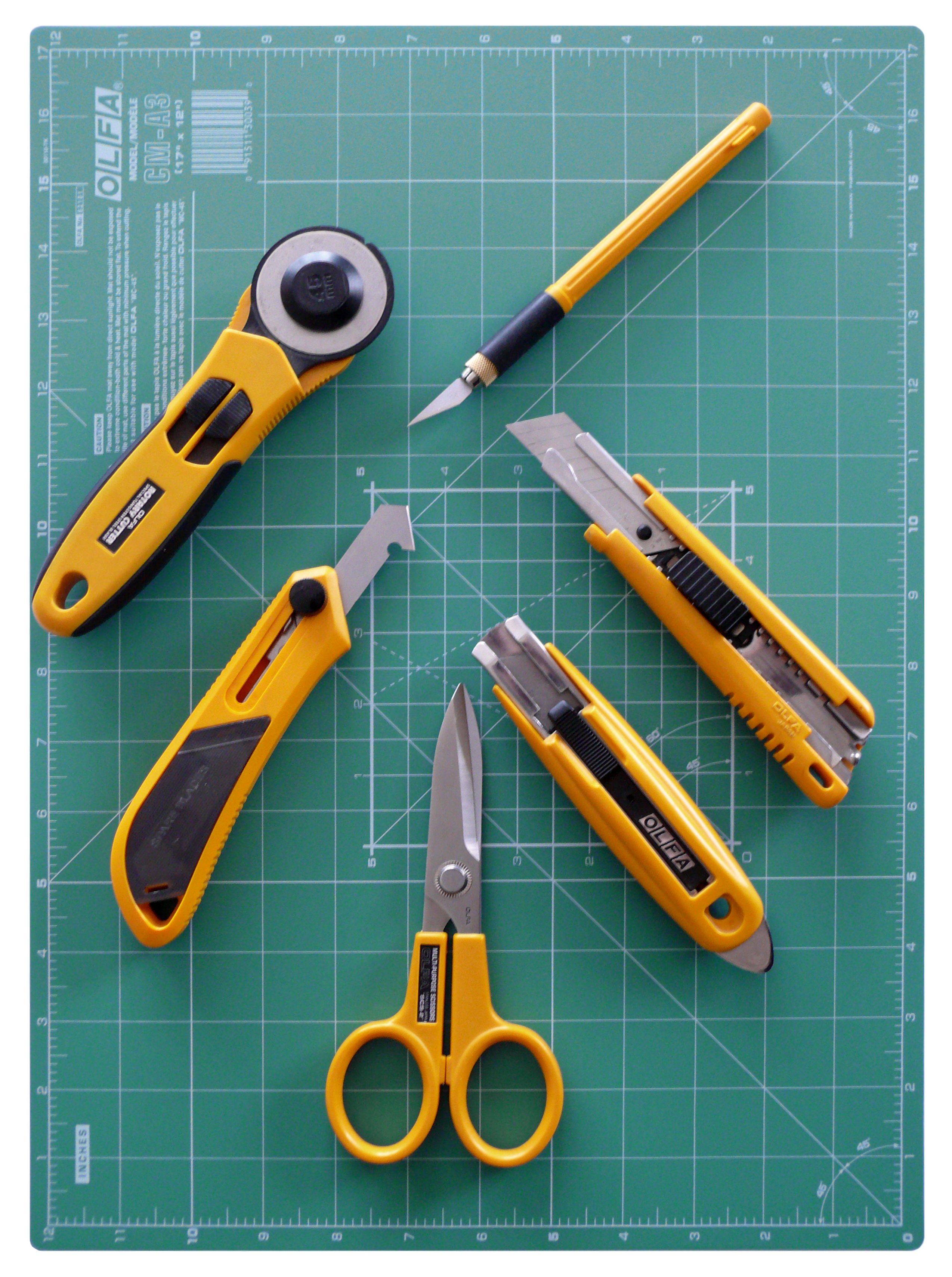
OLFAの製品
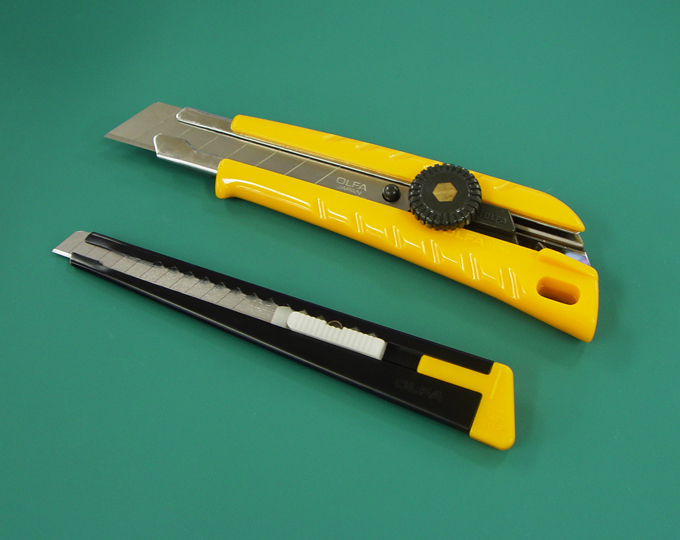
オルファカッター。 万能L型（上）とブラックS型（下）
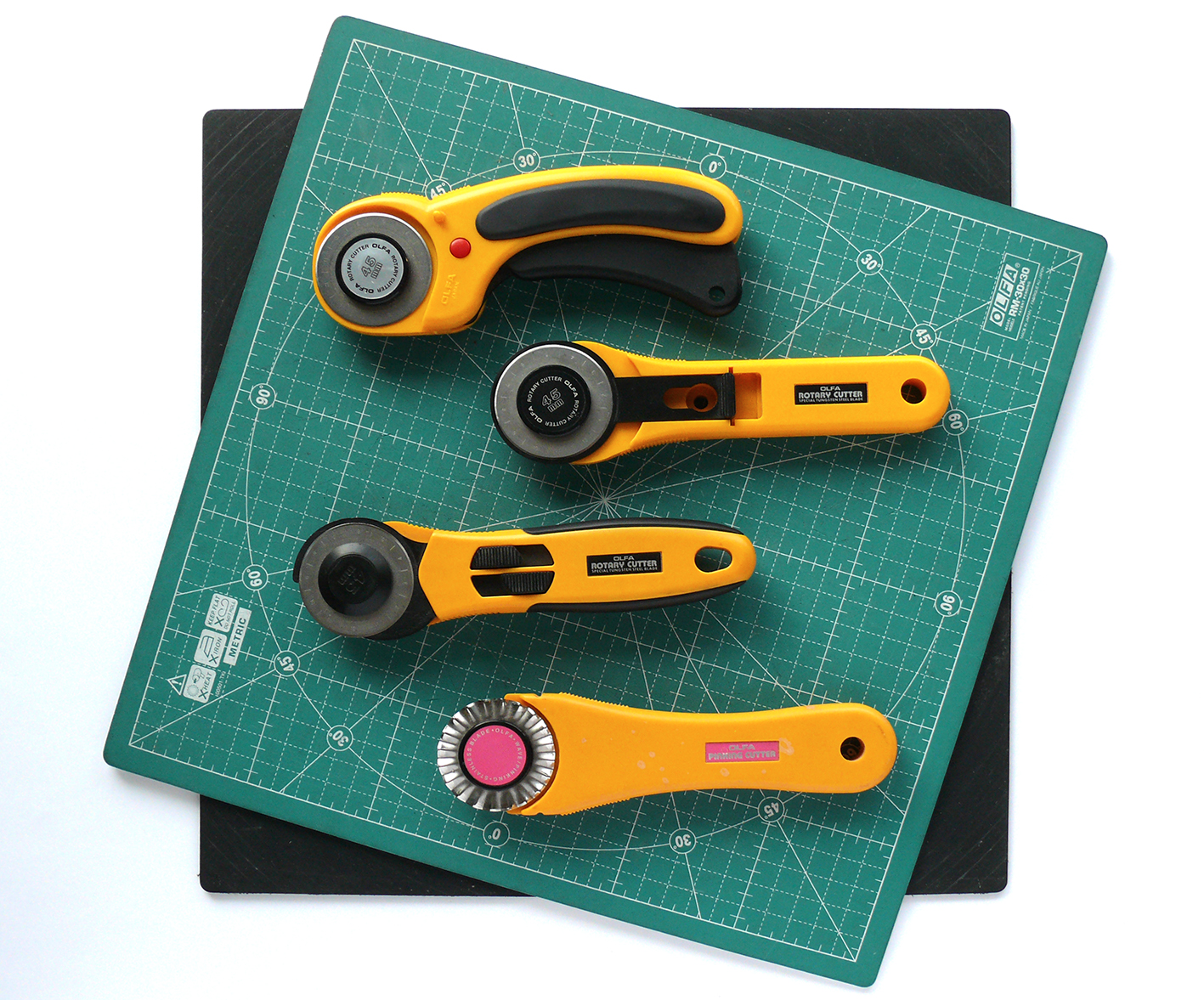
ロータリーカッター
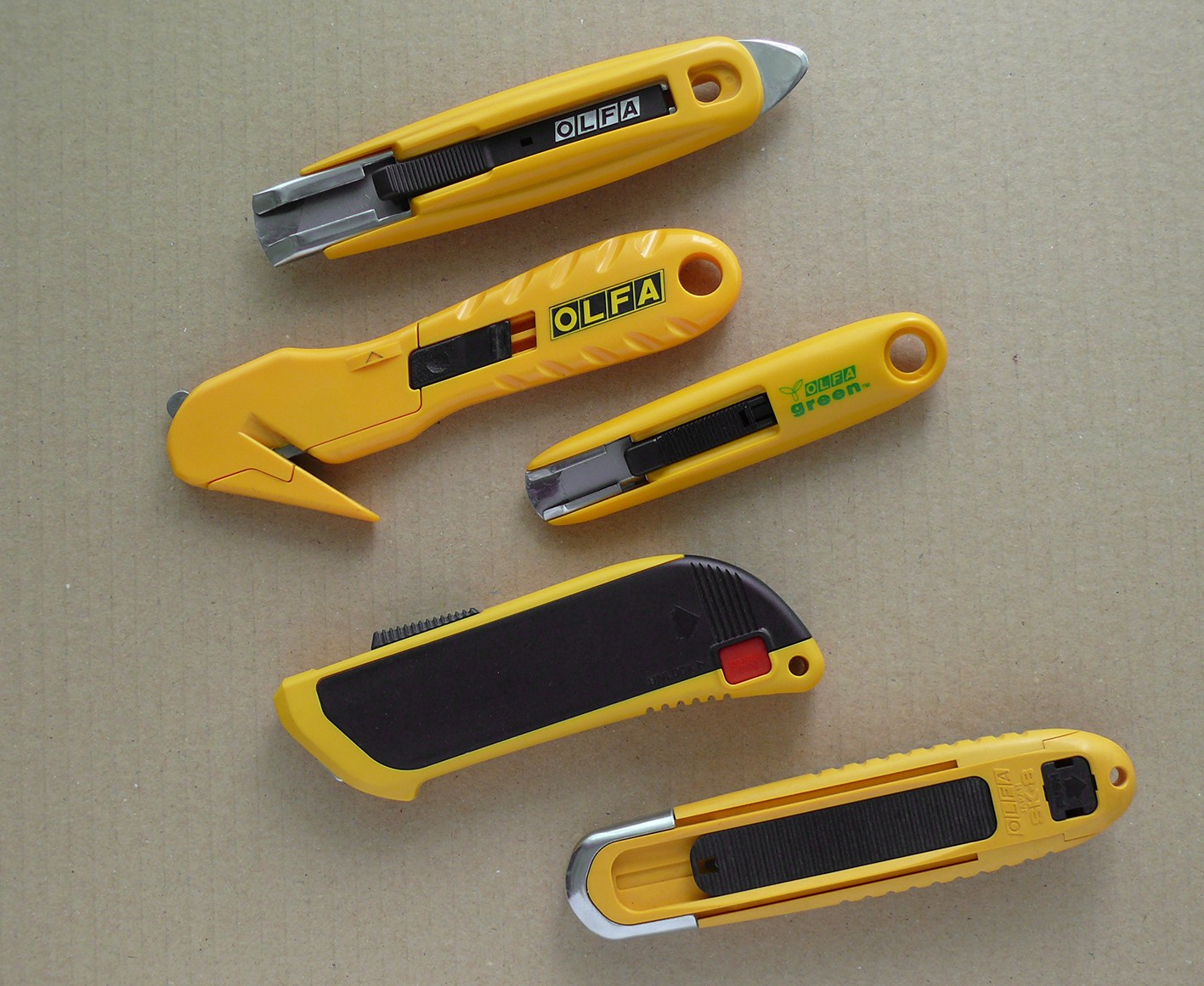
色々なカッター
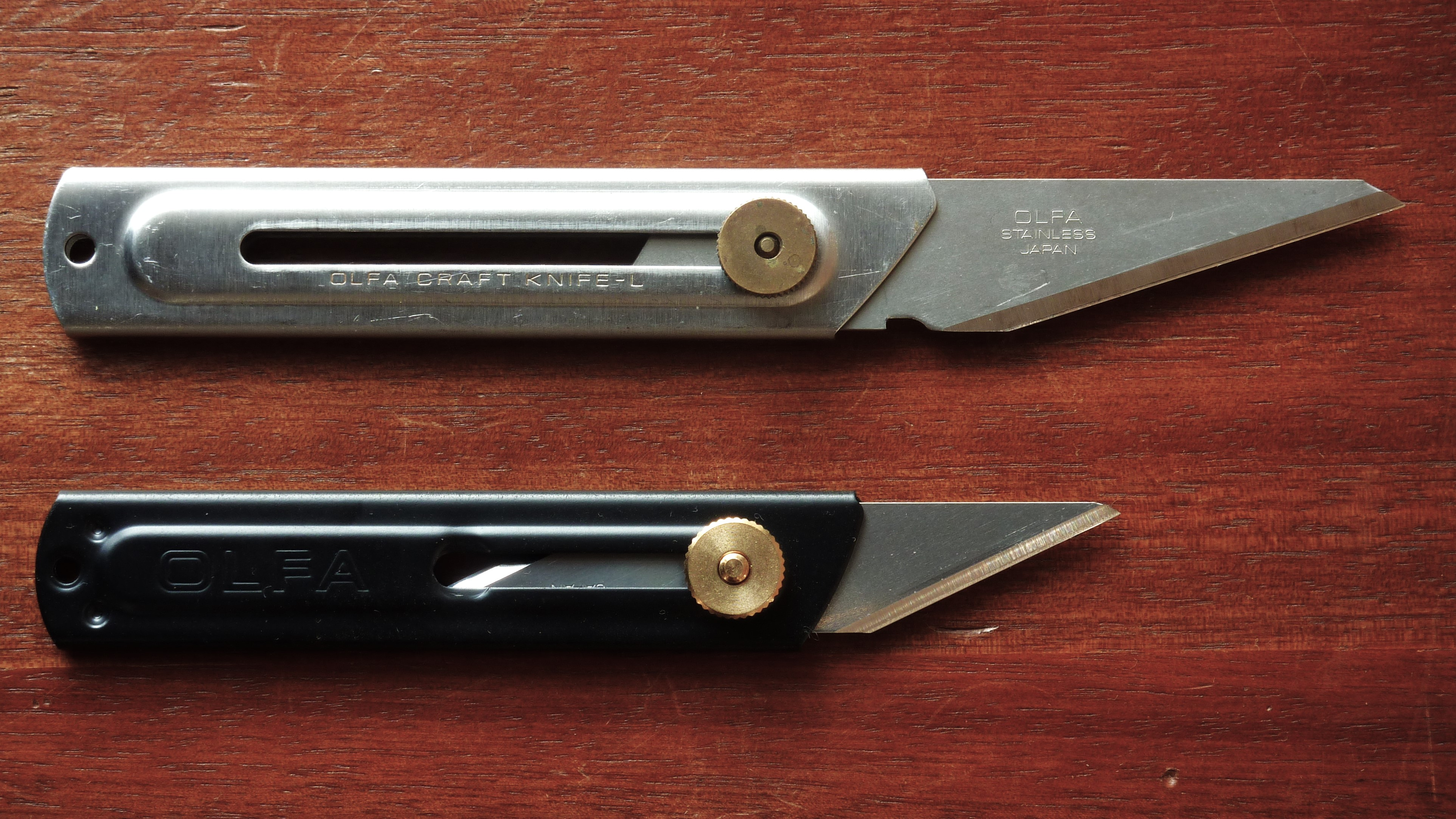
クラフトナイフシリーズ。L型（上）とS型（下）

## 提供番組
現在
- WEATHER INFORMATION（FM COCOLO ※10:18ごろ『HIRO T'S AMUSIC MORNING』内）

過去
- スポーツ魂（テレビ東京　過去に30秒スポンサー）
- アスコーマーチ!（テレビ朝日　2011年6月　30秒）